# Дрого (Шампания)
Дрого или Дрогон (на латински: Drogo; * 670, † 708) е херцог на Шампания (от 690) и dux на Бургундия (ок. 697).

## Живот
Произлиза от династията Арнулфинги. Син е на каролингския майордом Пипин Ерсталски (Пипин Средни, владетел на царството на франките 679 – 714 г.) и първата му съпруга Плектруда, дъщеря на Ирмина от Oeren и граф Хугоберт от Хуго-бертините. Внук е на Анзегизел и Бега и правнук на Арнулф от Мец. Брат е на Гримоалд Млади. Дрого е полубрат на Карл Мартел и на Хилдебранд (граф в Бургундия; † 751).
Баща му го прави dux (херцог) на Шампания през 690, по-късно и dux на Бургундия (ок. 697).
Той се жени през 688 г. за Анструда, дъщеря на майордом Варато и Ансфелд, вдовица на майордом Берхар, с която има четири сина.
Дрого умира през 708 г. Погребан е в църквата St. Arnulf в Метц.

## Деца
- Арнулф († сл. 723), 715 dux
- Хуго (Светия, † 730), 715 sacerdos (свещеник), епископ на Париж, епископ на Руан и епископ на Байе, игумен на Jumièges
- Пипин († 720/726), вероятно монах
- Готфрид († 720/726), вероятно монах